# Vitebsk rajon
Rajon Vitebsk (Wit-Russisch: Віцебскі раён, Russisch: Витебский район) is een rajon van Wit-Rusland in de oblast Vitebsk.
Het administratieve centrum van de rajon is de stad Vitebsk. Echter ligt de stad bestuurlijk gezien gescheiden van de rajon. De meest bevolkte stad die daadwerkelijk in de rajon ligt is Ruba. 

## Geografie
De rajon is gelegen aan de oostelijke kant van de oblast en wordt doorkruist door de rivier de Vitba. De rajon Vitebsk grenst van noord naar zuid aan de rajons Haradok, Shumilina, Beshankovichy, Syanno en Liozna. Aan de oostkant grenst het aan de Russische oblasten, van zuid naar noord, van Smolensk en Pskov.
 